# Guillaume de Sonnac
Guillaume de Sonnac (zm. 11 lutego 1250) – osiemnasty wielki mistrz zakonu templariuszy.
Wcześniej był mistrzem prowincji francuskiej. Cieszył się znacznym autorytetem wśród templariuszy i został obrany wielkim mistrzem mimo sędziwego wieku. Brał udział w VI krucjacie. Pertraktował z sułtanem Egiptu As-Salihem bądź jego emirami, prawdopodobnie, aby uzyskać cele wyprawy bez rozlewu krwi. Wódz krucjaty król Francji Ludwik IX Święty nie zgodził się jednak na żadne kontakty z muzułmanami i zakazał mistrzowi jakichkolwiek negocjacji z nimi za swoimi plecami. 
Mistrz de Sonnac zginął wkrótce w trakcie krucjaty podczas bitwy pod Al-Mansurą. 